# 拶刑
拶刑，又稱拶指，中國古代一種夾手指的肉刑，一般用于女性。

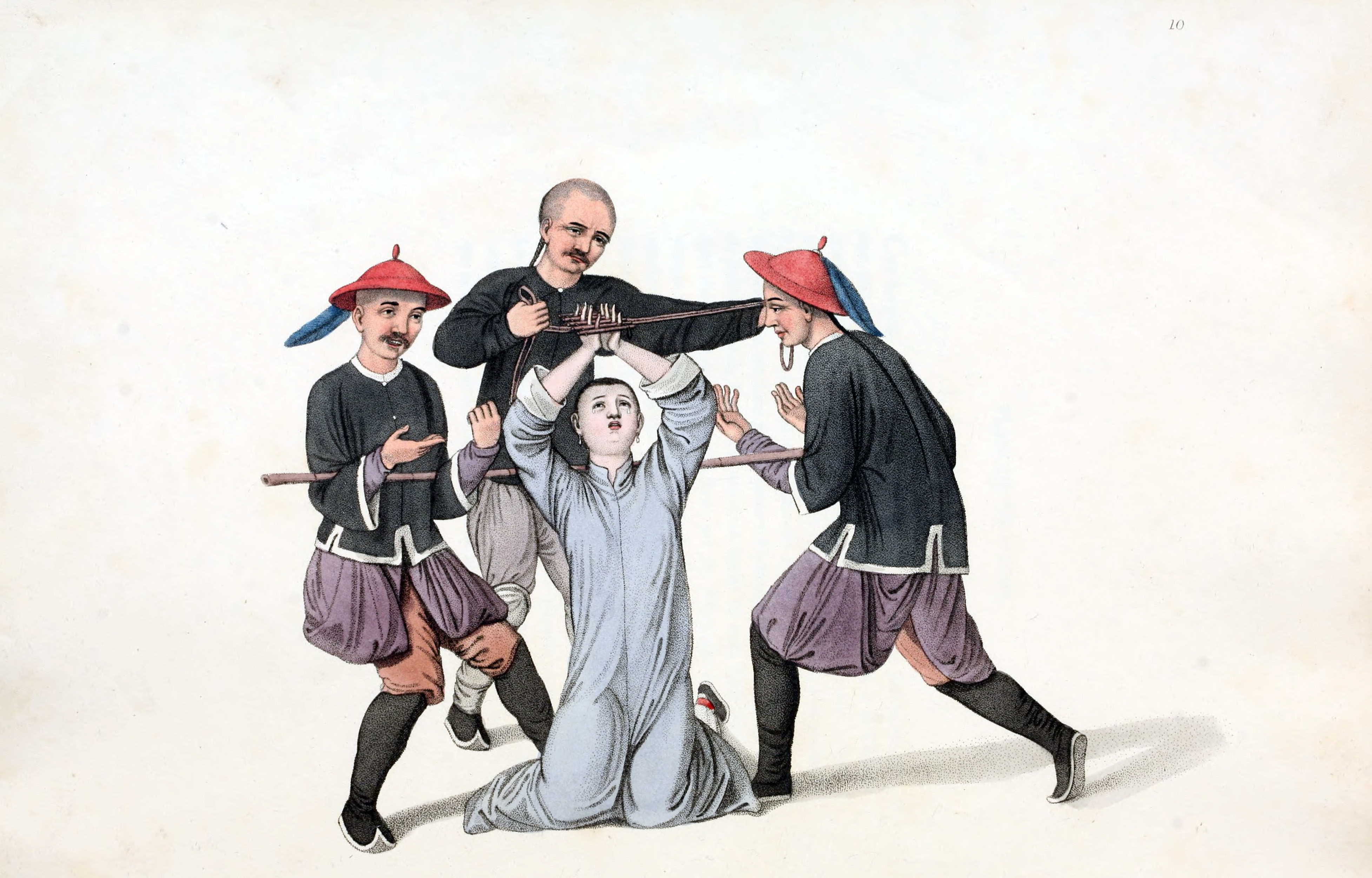
拶指，出自1881年出版的乔治·亨利·梅森（George Henry Mason）的《中国刑罚》中的铜版画

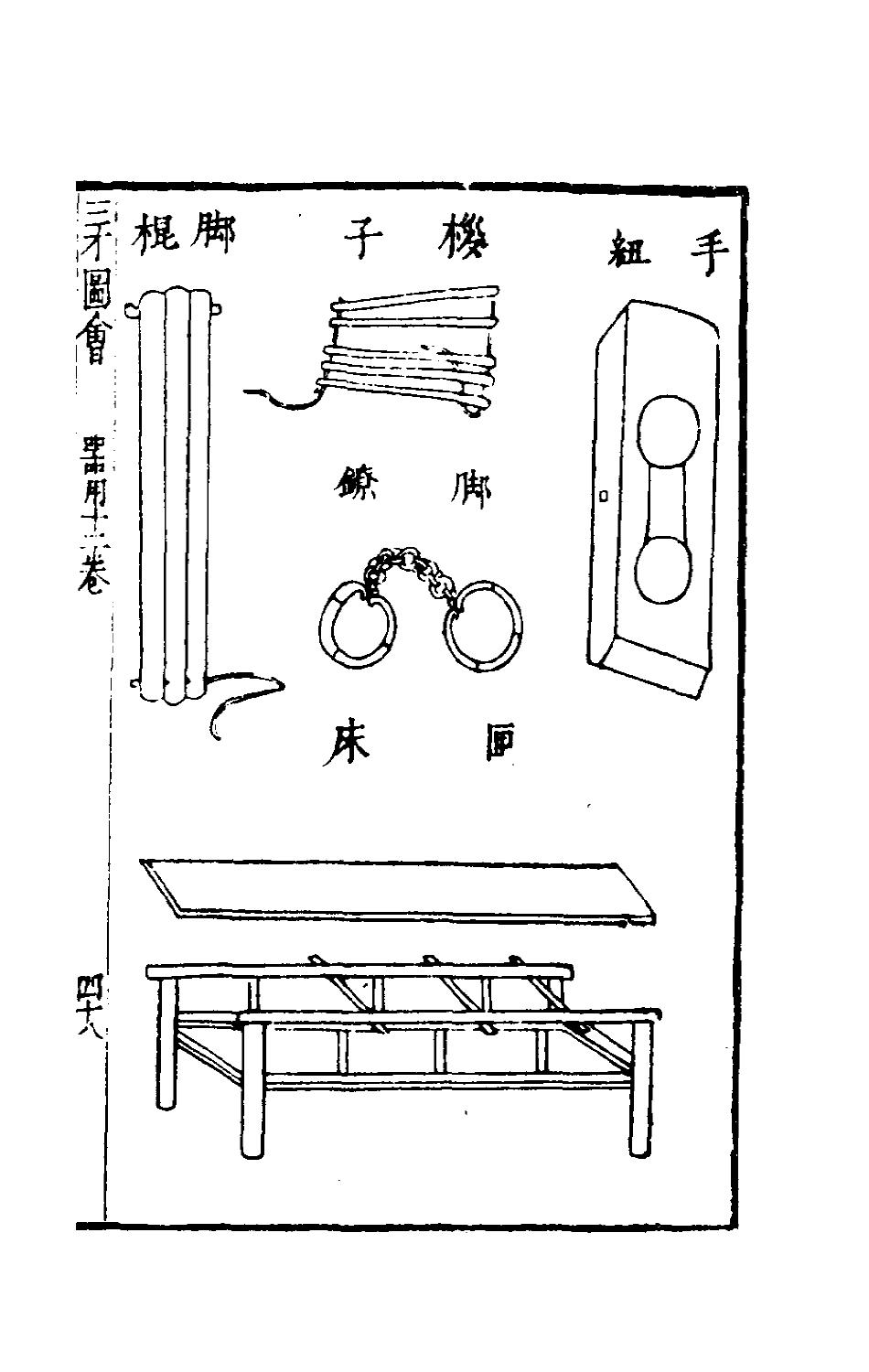
1609年《三才图会》中的刑具图，上方中间者为拶子

刑具叫做「拶子」，係由繩索和數根小木棍穿繫而成，木棍數量多為五或六根，串成如「冊」形，藉拉扯二側繩索使木棍向中間壓迫，若人手指置於其中，轻者皮开肉绽，重者指骨可能被夾断。官府常用此刑对女犯逼供。
據說，行刑時衙役先把拶子朝地上一摔，吓唬受刑的犯人。然後命令犯人跪地雙手合掌，向上高舉過頭頂，不讓犯人看到自己受刑的雙手，再把刑具套上犯人的指縫之間，夾在大拇指以外四對手指的指根部位，拉動繩套收攏木棍，擠壓犯人的手指，造成劇痛。而犯人看不到受刑的雙手，會加強用刑的效果，更快失去抗拒的意志。
行刑時兩個衙役在犯人左右兩旁收繩，一個衙役在犯人身後扯着犯人頭髮，防止過度掙扎。還有是 “敲”，是把拶子收緊後，把繩套繞在拶子上綁牢，用木榔頭敲打拶棍的兩頭，使拶棍在指根間來回移動，摩擦被夾緊的指根表皮，加重受刑者的痛苦。所以“敲”也叫“撺梭”。敲得多了會使指根脫皮潰爛，痛苦非凡。
西方古代也有类似的刑罚。罗马教皇禁止数字“0”，有罗马学者在笔记本记载了关于使用“0”的一些好处和说明，就被教皇施行了拶刑。意大利文艺复兴时期的第一个女画家阿特蜜希雅·真蒂萊希曾被拶刑逼供。